# 豊中市立島田小学校
豊中市立島田小学校（とよなかしりつ しまだしょうがっこう）は、大阪府豊中市庄内栄町二丁目にあった公立小学校。
地域の児童数の増加に伴い、従来の豊中市立庄内小学校・豊中市立野田小学校の校区の一部を分離して1965年に開校した。名神高速道路豊中インターチェンジ（豊中南出口）が、学校の裏側にある。
豊中市立島田小学校は、令和5年(2023年)に、庄内さくら学園になった。

## 沿革
- 1965年4月1日 - 豊中市立島田小学校として開校。
- 1965年4月10日 - 開校式を実施。
- 1976年2月5日 - 大阪府学校給食会より、学校給食優秀校として表彰される。
- 1988年9月21日 - 大阪府警より、交通安全活動で表彰される。
- 2003年11月13日 - 全国学校体育研究優良校として表彰される。
- 2023年 - 庄内小学校、野田小学校、庄内さくら学園中学校と統合し庄内さくら学園を開校し、閉校。

## 通学区域
- 豊中市 庄内栄町1丁目-5丁目、庄内宝町1丁目・2丁目（1-7番）・3丁目、庄内宝町2丁目（一部）、名神口2丁目・3丁目[1]。

卒業生はかつては豊中市立第七中学校と豊中市立第十中学校の2校に分かれて進学していたが、中学校の統廃合の結果、2020年から第十中学校に進学していた生徒は豊中市立庄内さくら学園中学校に進学することとなった。

## 交通
- 阪急宝塚線 庄内駅から西へ約1km。